# Diospyros crassiflora
Diospyros crassiflora är ett medelstort, upp till 25 meter högt, träd som ger ebenholts. Det är en tvåhjärtbladig växtart som beskrevs av William Philip Hiern. Trädet ingår i släktet Diospyros och familjen Ebenaceae. Inga underarter finns listade i Catalogue of Life.

## Utbredning
Trädet förekommer i Afrika, från södra Niger österut till Centralafrikanska republiken och söderut till Gabon och Demokratiska republiken Kongo.

## Ekologi
Diospyros crassiflora lever i låglandsregnskog på upp till tusen meters höjd, men sällan i de fuktigaste skogarna. Trädet är lågsamtväxande och förekommer oftast sparsamt i skogen, ett och ett eller i grupper på några träd.

## Diospyros crassifloraoch människan
Eftersom arten växer långsamt och det är hjärtveden som används som ebenholts, så tar det lång tid innan trädet är kommersiellt intressant. Hjärtveden av Diospyros crassiflora har betraktats som den kommersiellt viktigaste varianten av afrikansk ebenholts, men är sedan 1998 kategoriserad av IUCN som starkt hotad på grund av överexploatering då mer eller mindre alla stora träd har fällts för vedens skull. Trädet har varit en viktig exportprodukt för Nigeria, Kamerun och Gabon. På 1960-talet var exporten från Kamerun cirka 70 kubikmeter årligen, men idag krävs specialtillstånd. År 1960 exporterades 130 kubikmeter från Gabon och 1994 var det 35 kubikmeter. Demokratiska republiken Kongo torde nu vara den största exportören.

## Bildgalleri

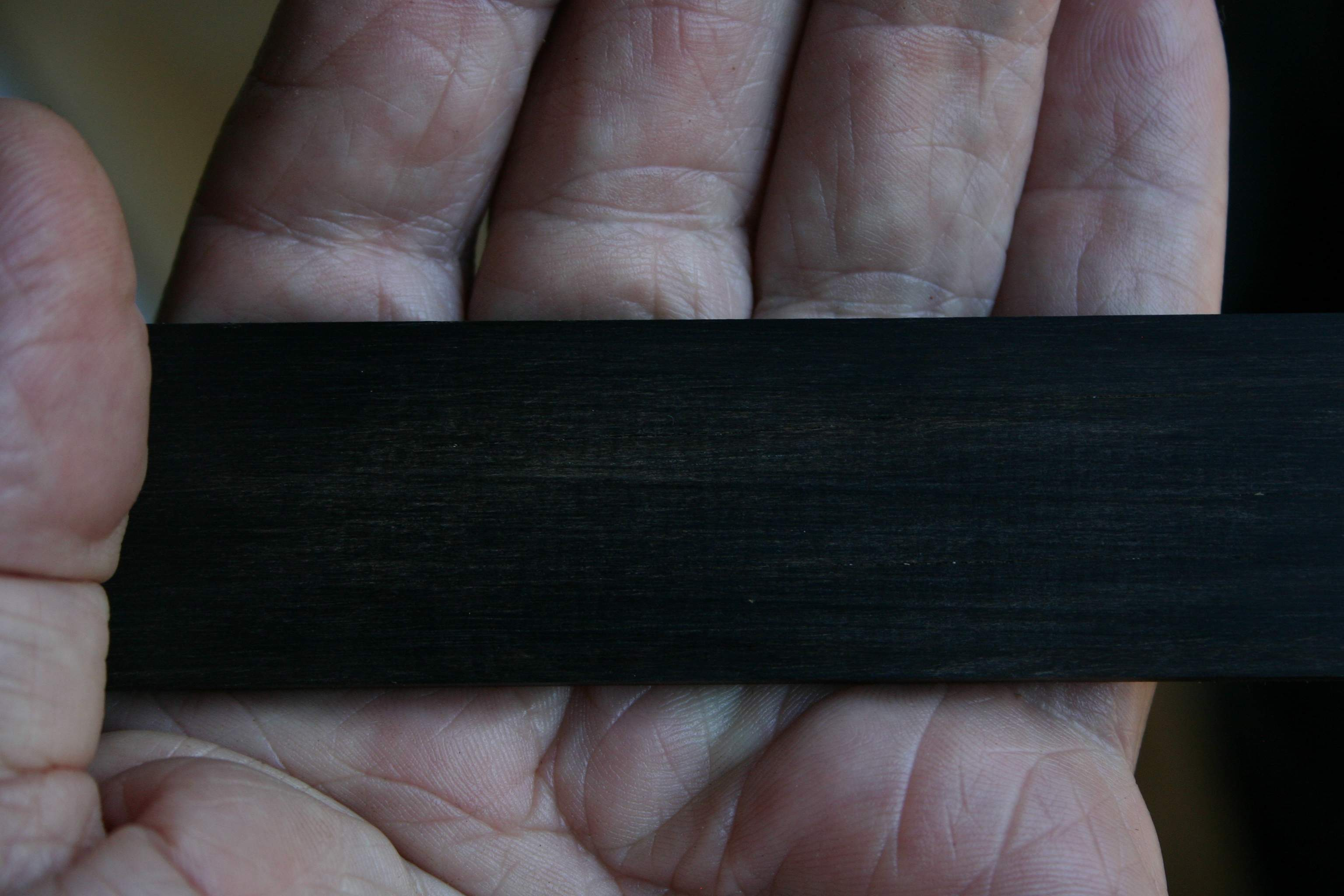
En bit ebenholt från D. crassiflora.
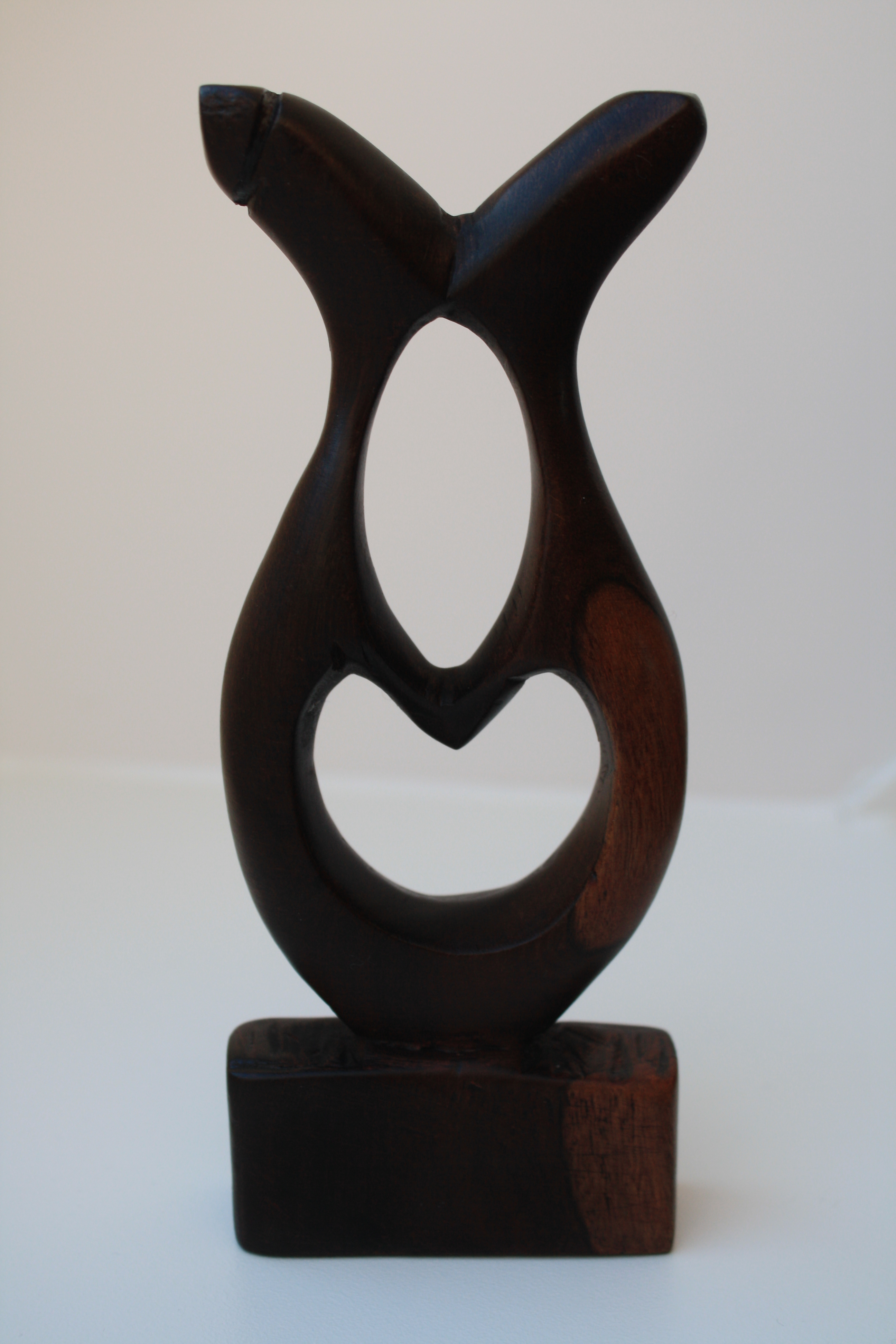
skulptur gjord på ebenholts från D. crassiflora.